# Кобзарёвка (Тернопольская область)
Кобзарёвка (укр. Кобзарівка) — село в Тернопольской городской общине Тернопольского района Тернопольской области Украины.
До 2020 года входило в Зборовский район.
Код КОАТУУ — 6122684801. Население по переписи 2001 года составляло 411 человек.

## Географическое положение
Село Кобзарёвка находится на левом берегу реки Серет,
выше по течению на расстоянии в 2 км расположено село Вертелка,
ниже по течению на расстоянии в 1,5 км расположено село Иванковцы.

## История
- 1463 год — дата основания как село Зарудье.
- В 1964 году сёла Зарудье и Обаринцы были объединены в село Кобзарёвка.

## Объекты социальной сферы
- Школа.
- Клуб.
- Фельдшерско-акушерский пункт.

## Достопримечательности
- Братская могила советских воинов.